# Elecciones estatales de Baja California de 2016

Las Elecciones estatales de Baja California de 2016 se llevaron a cabo el domingo 5 de junio de 2016, y en ellas serán renovados los titulares de los siguientes cargos de elección popular del estado mexicano de Baja California:
5 Ayuntamientos. Formados por un Presidente Municipal y regidores, electos para un periodo de tres años, reelegibles hasta por un período más.
Cabe destacar que, la municipalización de San Quintín fue vetada por el entonces Gobernador José Guadalupe Osuna Millán, pese a la aprobación del Congreso.
25 Diputados al Congreso del Estado. 17 Electos por mayoría relativa elegidos en cada uno de los Distritos electorales, mientras otros 8 son elegidos mediante representación proporcional. Los diputados elegidos mediante mayoría relativa podrán ser reelegidos hasta por cuatro períodos consecutivos.

## Lista de candidatos electos[3]
En el caso de los candidatos de coalición, se muestra en tamaño más grande el logotipo del partido al cual pertenece ese candidato.

### Alcaldes
|  | 25.1162 % |

|  | 34.9081 % |

|  | 35.9012 % |

|  | 31.0976 % |

|  | 23.4124 % |

### Diputados locales

#### Por elección popular
|  | 28.16 % |

|  | 36.21 % |

|  | 32.23 % |

|  | 33.91 % |

|  | 39.75 % |

|  | 32.16 % |

|  | 28.52 % |

|  | 23.06 % |

|  | 27.07 % |

|  | 33.05 % |

|  | 32.17 % |

|  | 30.30 % |

|  | 27.80 % |

|  | 22.80 % |

|  | 31.03 % |

|  | 26.97 % |

|  | 38.93 % |

#### Por Representación Proporcional(Plurinominales)[7]
| Partido | Nombre                             | Origen         |
| ------- | ---------------------------------- | -------------- |
|         | Salvador Sánchez Valdez            | Lista          |
|         | Marco Antonio Corona Bolaños Cacho | (Distrito IX)  |
|         | Catalino Zavala Márquez            | (Distrito XVI) |
|         | Víctor Manuel Morán Hernández      | Lista          |
|         | Luis Moreno Hernández              | Lista          |
|         | Job Montoya Gaxiola                | Lista          |
|         | Jorge Eugenio Núñez Lozano         | (Distrito III) |
|         | Rocío López Gorosave               | (Distrito XIV) |

##### Partidos sin diputados plurinominales
Por sobrerrepresentación:
- Partido Acción Nacional, puesto que por elección popular ganó 13 de las 25 curules del Congreso del Estado (más de la mitad).

Por no llegar al 3% de la votación:
- Partido Verde Ecologista de México.
- Partido del Trabajo.
- Partido Nueva Alianza.
- Partido Humanista.
- Partido Municipalista de Baja California.
- Partido Peninsular de las Californias.

## Conformación de la XXII Legislatura delCongreso del Estado
| Partido o Coalición                                                 | Partido o Coalición                                                 | Elección Popular | Representación Proporcional | Total |
| ------------------------------------------------------------------- | ------------------------------------------------------------------- | ---------------- | --------------------------- | ----- |
| Coalición PRI PVEM PT PANAL                                         | Partido Revolucionario Institucional                                | 3                | 2                           | 5     |
| Coalición PRI PVEM PT PANAL                                         | Partido Verde Ecologista de México                                  | 0                | 0                           | 0     |
| Coalición PRI PVEM PT PANAL                                         | Partido del Trabajo                                                 | 1                | 0                           | 1     |
| Coalición PRI PVEM PT PANAL                                         | Partido Nueva Alianza                                               | 0                | 0                           | 0     |
| Coalición PRI PVEM PT PANAL                                         | Total Coalición PRI, PVEM, PT y PANAL                               | 4                | 2                           | 6     |
| Partido Acción Nacional                                             | Partido Acción Nacional                                             | 13               | 0                           | 13    |
| Partido de la Revolución Democrática                                | Partido de la Revolución Democrática                                | 0                | 1                           | 1     |
| Movimiento Ciudadano                                                | Movimiento Ciudadano                                                | 0                | 1                           | 1     |
| Movimiento de Regeneración Nacional                                 | Movimiento de Regeneración Nacional                                 | 0                | 2                           | 2     |
| Partido Encuentro Social                                            | Partido Encuentro Social                                            | 0                | 1                           | 1     |
| Partido Estatal de Baja California                                  | Partido Estatal de Baja California                                  | 0                | 1                           | 1     |
| Partido Humanista                                                   | Partido Humanista                                                   | 0                | 0                           | 0     |
| Partido Municipalista de Baja California                            | Partido Municipalista de Baja California                            | 0                | 0                           | 0     |
| Partido Peninsular de las Californias                               | Partido Peninsular de las Californias                               | 0                | 0                           | 0     |
| Candidatos independientes                                           | Candidatos independientes                                           | 0                | 0                           | 0     |
| Total de Diputados Para la XXII Legislatura Del Congreso del Estado | Total de Diputados Para la XXII Legislatura Del Congreso del Estado | 17               | 8                           | 25    |

## Resultados electorales
Nueve partidos políticos nacionales y cuatro estatales con registro ante el Instituto Estatal Electoral tendrán la posibilidad de registrar candidatos a ayuntamientos y diputados, de manera individual, formando coaliciones electorales entre dos o más partidos, o registrando candidaturas comunes, es decir registrar a un mismo candidato aunque cada partido compita de manera independiente.
Es importante señalar que, de acuerdo a la Ley Electoral de Baja California, el Movimiento Regeneración Nacional, el Partido Humanista de Baja California, el Partido Municipalista de Baja California y el Partido Peninsular de las Californias están imposibilitados para competir en coaliciones, puesto que este es el primer proceso electoral estatal en el que participan. Tampoco registraron coaliciones el Partido Acción Nacional, el PES, el Partido de la Revolución Democrática, elMovimiento Ciudadano ni el Partido Estatal de Baja California.
En Mexicali, a finales de marzo el Partido Peninsular de las Californias decidió declinar en favor del Partido Municipalista de Baja California, realizando una especia de alianza, en donde algunos candidatos (Distritos I, II y VI) fueron designados por el PPC pero competirán por el PMBC. El Partido Humanista logró conservar su registro de forma estatal en Baja California, por lo que participará en las elecciones.
En el caso de los candidatos de coalición, se muestra en un tamaño mayor el logotipo del partido al que pertenece el candidato.

### Alcaldías

#### Ayuntamiento deMexicali
|  | 34.91 % |

|  | 28.49 % |

|  | 9.15 % |

|  | 8.21 % |

|  | 6.81 % |

|  | 3.95 % |

|  | 1.44 % |

|  | 1.37 % |

|  | 1.06 % |

|  | 1.002 % |

|  | 3.47 % |

|  | 0.09 % |

|  | 32.08 % |

|  | 100.00 % |

#### Ayuntamiento deTijuana
Gana virtualmente el PAN, con serias acusaciones de fraude, anteriormente gobernaba el PRI-PVEM-PES-PT
|  | 23.18 % |

|  | 22.13 % |

|  | 22.14 % |

|  | 11.4 % |

|  | 1.96 % |

|  | 1.79 % |

#### Ayuntamiento deEnsenada
Gana el PRI-PVEM-PT-PNA por cuarta vez consecutiva con el PRI, anteriormente de PAN
|  | 21.79 % |

|  | 25.4 % |

|  | 3.84 % |

|  | 1.21 % |

|  | 6.91 % |

|  | 2 % |

|  | 8.85 % |

|  | 1.02 % |

|  | 1.44 % |

|  | 2.93 % |

|  | 21.66 % |

#### Ayuntamiento dePlayas de Rosarito
Gana el PAN, anteriormente gobernaba en coalición
|  | 35.40 % |

|  | 25.75 % |

|  | 9.46 % |

|  | 5.21 % |

|  | 4.77 % |

|  | 1.99 % |

|  | 2.12 % |

|  | 1.01 % |

|  | 0.51 % |

|  | 1.44 % |

|  | 0.94 % |

|  | 8.52 % |

|  | 2.74 % |

#### Ayuntamiento deTecate
PRI gana por tercera vez en coalición
|  | 27.25 % |

|  | 31.18 % |

|  | 5.17 % |

|  | 5.17 % |

|  | 0.89 % |

|  | 1.86 % |

|  | 4.23 % |

|  | 2.85 % |

|  | 0.85 % |

|  | 1.94 % |

|  | 15.35 % |

|  | 2.94 % |

### Diputados locales

#### Distrito I (Mexicali)
|  | 28.13 % |

|  | 24.21 % |

|  | 9.21 % |

|  | 16.49 % |

|  | 8.05 % |

|  | 2.37 % |

|  | 3.56 % |

|  | 0.92 % |

|  | 1.39 % |

|  | 2.24 % |

#### Distrito II (Mexicali)
|  | 35.93 % |

|  | 23.64 % |

|  | 8.91 % |

|  | 9.86 % |

|  | 1.41 % |

|  | 8.06 % |

|  | 1.04 % |

|  | 4.03 % |

|  | 1.06 % |

|  | 2.57 % |

#### Distrito III (Mexicali)
| Partido/Coalición | Partido/Coalición                        | Candidato                     | Votos | Porcentaje       |
| ----------------- | ---------------------------------------- | ----------------------------- | ----- | ---------------- |
|                   | Partido Acción Nacional                  | Victoria Bentley Duarte       | 9,714 | \| \| 32.22 % \| |
|                   | Coalición PRI, PVEM, PT y PANAL          | Rosa Icela Ibarra             | 6,960 | 23.09            |
|                   | Movimiento de Regeneración Nacional      | Marina del Pilar Ávila Olmeda | 2,705 | 8.97             |
|                   | Partido de Baja California               | Jorge Eugenio Núñez           | 2,507 | 8.31             |
|                   | Candidato Independiente                  | Daylín García Ruvalcaba       | 2,396 | 7.94             |
|                   | Movimiento Ciudadano                     | Modesto Ortega                | 2,172 | 7.20             |
|                   | Partido Encuentro Social                 | Gonzalo Meza García           | 1,061 | 3.52             |
|                   | Candidato Independiente                  | Cordelia Casas Gámez          | 440   | 1.45             |
|                   | Partido Peninsular de las Californias    | Lyghia Gabriela Ojeda         | 433   | 1.43             |
|                   | Partido Humanista                        | Ma. Guadalupe Ruiz            | 327   | 1.08             |
|                   | Partido de la Revolución Democrática     | Livier Dueñas Saldaña         | 198   | 0.65             |
|                   | Partido Municipalista de Baja California | Karen Pamela Rocha            | 174   | 0.57             |
|                   | 32.22 %                                  |                               |       |                  |

#### Distrito IV (Mexicali)
| Partido/Coalición | Partido/Coalición                        | Candidato                       | Votos | Porcentaje |
| ----------------- | ---------------------------------------- | ------------------------------- | ----- | ---------- |
|                   | Partido Acción Nacional                  | José Félix Arango               |       |            |
|                   | Coalición PRI, PVEM, PT y PANAL          | Rosa León Castro                |       |            |
|                   | Movimiento de Regeneración Nacional      | Heriberto Barahona García       |       |            |
|                   | Movimiento Ciudadano                     | Nadia Alemán                    |       |            |
|                   | Partido de Baja California               | Arturo Lara                     |       |            |
|                   | Partido de la Revolución Democrática     | Altagaracia Flores              |       |            |
|                   | Partido Encuentro Social                 | Mayra Alejandra Flores Preciado |       |            |
|                   | Partido Peninsular de las Californias    | Laura Elena Vera de la Garza    |       |            |
|                   | Partido Municipalista de Baja California | Juan Jesús Portugal             |       |            |
|                   | Partido Humanista                        | Norabel Orozco                  |       |            |
|                   |                                          |                                 |       |            |

#### Distrito V (Mexicali)
| Partido/Coalición | Partido/Coalición                        | Candidato                                | Votos | Porcentaje |
| ----------------- | ---------------------------------------- | ---------------------------------------- | ----- | ---------- |
|                   | Partido Acción Nacional                  | Andrés de la Rosa Anaya                  |       |            |
|                   | Coalición PRI, PVEM, PT y PANAL          | José Alfonso López Chávez "Profe Poncho" |       |            |
|                   | Movimiento de Regeneración Nacional      | Francisco Javier Arias León              |       |            |
|                   | Movimiento Ciudadano                     | Baltazar Martínez Zambrano               |       |            |
|                   | Partido de Baja California               | Miguel Ángel González Villalba           |       |            |
|                   | Partido de la Revolución Democrática     | Juan José Castro Crespo                  |       |            |
|                   | Partido Encuentro Social                 | Elías Contreras Covarrubias              |       |            |
|                   | Partido Peninsular de las Californias    | Abraham Téllez May                       |       |            |
|                   | Partido Municipalista de Baja California | Lorenzo Cárdenas Martínez                |       |            |
|                   | Partido Humanista                        | Adolfo Salazar Ruiz                      |       |            |
|                   | Candidato Independiente                  | Blanca Esperanza Barraza Zamudio         |       |            |

#### Distrito VI (Mexicali)
| Partido/Coalición | Partido/Coalición                        | Candidato                              | Votos        | Porcentaje |
| ----------------- | ---------------------------------------- | -------------------------------------- | ------------ | ---------- |
|                   | Partido Acción Nacional                  | Sergio Tolento Hernández "Dr. Tolento" |              |            |
|                   | Coalición PRI, PVEM, PT y PANAL          | David Pérez Tejada Padilla             |              |            |
|                   | Movimiento de Regeneración Nacional      | Efrén Macías Lezama                    | 30,250 votos |            |
|                   | Movimiento Ciudadano                     | Eli Topete Robles                      |              |            |
|                   | Partido de Baja California               | Judith Ríos Castañeda                  |              |            |
|                   | Partido de la Revolución Democrática     | María Natividad Riviera Noriega        |              |            |
|                   | Partido Encuentro Social                 | Abner Omar Olachea Morales             |              |            |
|                   | Partido Peninsular de las Californias    | Rosa Nelly Delgado                     |              |            |
|                   | Partido Municipalista de Baja California | Sunshine Rodríguez Peña                |              |            |
|                   | Partido Humanista                        | Jesús Manuel Carrillo Bojórquez        |              |            |
|                   | Candidato Independiente                  | Rubén Fernández González "Don Rubén"   |              |            |

#### Distrito VII (Tecate)
| Partido/Coalición | Partido/Coalición                        | Candidato                                 | Votos | Porcentaje |
| ----------------- | ---------------------------------------- | ----------------------------------------- | ----- | ---------- |
|                   | Partido Acción Nacional                  | Rosa María Castillo                       |       |            |
|                   | Coalición PRI, PVEM, PT y PANAL          | Edgar Benjamín Gómez Macias "Benja Gómez" |       |            |
|                   | Movimiento de Regeneración Nacional      | Elsa González Mata                        |       |            |
|                   | Movimiento Ciudadano                     | Marina Manuela Calderon Guillén           |       |            |
|                   | Partido de Baja California               | Waldo Jesús Castro                        |       |            |
|                   | Partido de la Revolución Democrática     | Jorge Elías Rodríguez                     |       |            |
|                   | Partido Encuentro Social                 | Carla Navarro Lomelí                      |       |            |
|                   | Partido Peninsular de las Californias    | Benjamín Peña Chacón                      |       |            |
|                   | Partido Municipalista de Baja California | Ana Cecilia Sánchez                       |       |            |
|                   | Partido Humanista                        | Raúl Armando Martínez Núñez de Cáceres    |       |            |
|                   | Candidato Independiente                  |                                           |       |            |

#### Distrito VIII (Tijuana)
| Partido/Coalición | Partido/Coalición                        | Candidato                          | Votos | Porcentaje |
| ----------------- | ---------------------------------------- | ---------------------------------- | ----- | ---------- |
|                   | Partido Acción Nacional                  | Alfa Peñaloza Valdez               |       |            |
|                   | Coalición PRI, PT, PVEM y PANAL          | Marco Antonio Irizar Lizárraga     |       |            |
|                   | Movimiento de Regeneración Nacional      | Vicenta Espinoza Martínez          |       |            |
|                   | Movimiento Ciudadano                     | Raúl Soria Mercado                 |       |            |
|                   | Partido de Baja California               | Héctor Reginaldo Riveros Moreno    |       |            |
|                   | Partido de la Revolución Democrática     | Luis Alberto Montijo Velázquez     |       |            |
|                   | Partido Encuentro Social                 | Aarón Pallares Aceves              |       |            |
|                   | Partido Peninsular de las Californias    | Alfonso Rafael Leyva Pérez         |       |            |
|                   | Partido Municipalista de Baja California | Sofía Moreno Crisosto              |       |            |
|                   | Partido Humanista                        | Reynaldo Santiago Serrano González |       |            |
|                   | Candidato Independiente                  | Erwin Jorge Areizaga Uribe         |       |            |

#### Distrito IX (Tijuana)
| Partido/Coalición | Partido/Coalición                        | Candidato                           | Votos | Porcentaje |
| ----------------- | ---------------------------------------- | ----------------------------------- | ----- | ---------- |
|                   | Partido Acción Nacional                  | Mónica Hernández Álvarez "La Chula" |       |            |
|                   | Coalición PRI, PVEM, PT y PANAL          | Marco Antonio Corona Bolaños Cacho  |       |            |
|                   | Movimiento de Regeneración Nacional      | Carmen Leticia Hernández Carmona    |       |            |
|                   | Movimiento Ciudadano                     | Alba Catalina Soriano Guevara       |       |            |
|                   | Partido de Baja California               | Antonio Willehado Martínez Luna     |       |            |
|                   | Partido de la Revolución Democrática     | No Presentó Candidato               |       |            |
|                   | Partido Encuentro Social                 | Claudia Casas Valdez                |       |            |
|                   | Partido Peninsular de las Californias    | María Elena Moreno Coker            |       |            |
|                   | Partido Municipalista de Baja California | César Alfonso Crosthwaite Tachiquín |       |            |
|                   | Partido Humanista                        | Gabriel Sánchez Ríos                |       |            |
|                   | Candidato Independiente                  | Adolfo Calette Verduzco             |       |            |

#### Distrito X (Tijuana)
| Partido/Coalición | Partido/Coalición                        | Candidato                          | Votos | Porcentaje |
| ----------------- | ---------------------------------------- | ---------------------------------- | ----- | ---------- |
|                   | Partido Acción Nacional                  | Miguel Antonio Osuna Millán        |       |            |
|                   | Coalición PRI, PVEM, PT y PANAL          | Olga Macías Abaroa                 |       |            |
|                   | Movimiento de Regeneración Nacional      | Germán Gabriel Zambrano Salgado    |       |            |
|                   | Movimiento Ciudadano                     | Yadira Anaya González              |       |            |
|                   | Partido de Baja California               | José Alberto Estrada García        |       |            |
|                   | Partido de la Revolución Democrática     | María Guadalupe Cisneros Cervantes |       |            |
|                   | Partido Encuentro Social                 | Sergio Eduardo Reynoso Nuño        |       |            |
|                   | Partido Peninsular de las Californias    | Cecilia Eguía Serrano              |       |            |
|                   | Partido Municipalista de Baja California | José Bernal Salgado                |       |            |
|                   | Partido Humanista                        | Norma Araceli Álvarez Basave       |       |            |

#### Distrito XI (Tijuana)
| Partido/Coalición | Partido/Coalición                        | Candidato                                      | Votos | Porcentaje |
| ----------------- | ---------------------------------------- | ---------------------------------------------- | ----- | ---------- |
|                   | Partido Acción Nacional                  | Irais María Vázquez Aguilar                    |       |            |
|                   | Coalición PRI, PT, PVEM y PANAL          | Mónica Lucero Vázquez Arévalo                  |       |            |
|                   | Movimiento de Regeneración Nacional      | Jessica Oneyda Hernández Rivera "Profe Oneyda" |       |            |
|                   | Movimiento Ciudadano                     | Óscar Mauricio Farías Hodges                   |       |            |
|                   | Partido de Baja California               | Helia García García                            |       |            |
|                   | Partido de la Revolución Democrática     | Omar Abisaid Sarabia Esparza                   |       |            |
|                   | Partido Encuentro Social                 | Isabel Hernández Jáuregui                      |       |            |
|                   | Partido Peninsular de las Californias    | Adrián Alberto Anzar Vázquez                   |       |            |
|                   | Partido Municipalista de Baja California | María Luisa Sánchez                            |       |            |
|                   | Partido Humanista                        | María Alejandra Ríos Amaya                     |       |            |

#### Distrito XII (Tijuana)
| Partido/Coalición | Partido/Coalición                        | Candidato                                       | Votos | Porcentaje |
| ----------------- | ---------------------------------------- | ----------------------------------------------- | ----- | ---------- |
|                   | Partido Acción Nacional                  | Raúl Castañeda Pomposo                          |       |            |
|                   | Coalición PRI, PT, PVEM y PANAL          | Alfredo Quintero "Profe Alfredo Quintero"       |       |            |
|                   | Movimiento de Regeneración Nacional      | José Rosario Osuna Camacho "Pepe Osuna Camacho" |       |            |
|                   | Movimiento Ciudadano                     | Angélica Cuentas Ochoa                          |       |            |
|                   | Partido de Baja California               | Liliana Sevilla Rosas                           |       |            |
|                   | Partido de la Revolución Democrática     | Daniel Dávalos Caro                             |       |            |
|                   | Partido Encuentro Social                 | Marina Carbajal Terán                           |       |            |
|                   | Partido Peninsular de las Californias    | Paco Palani Rouvroy Rodríguez                   |       |            |
|                   | Partido Municipalista de Baja California | Rosa María Salcido Alcaraz                      |       |            |
|                   | Partido Humanista                        | Rafael Monroy Muñoz                             |       |            |

#### Distrito XIII (Tijuana)[31]
| Partido/Coalición | Partido/Coalición                        | Candidato                                 | Votos | Porcentaje |
| ----------------- | ---------------------------------------- | ----------------------------------------- | ----- | ---------- |
|                   | Partido Acción Nacional                  | 'Carlos Torres Torres'                    |       |            |
|                   | Partido Revolucionario Institucional     | Arturo Aguirre González "Napo"            |       |            |
|                   | Partido Verde Ecologista de México       | Gabriel González Celestino                |       |            |
|                   | Partido del Trabajo                      | José Refugio Cañada García                |       |            |
|                   | Partido Nueva Alianza                    | Arcelia Galarza Villarino "Profe Arcelia" |       |            |
|                   | Movimiento de Regeneración Nacional      | Araceli Geraldo Núñez                     |       |            |
|                   | Movimiento Ciudadano                     | Salvador Ruiz Zárate                      |       |            |
|                   | Partido de Baja California               | Luis Octavio Peraza Morones               |       |            |
|                   | Partido de la Revolución Democrática     | Esthela Isabel Hernández Acevedo          |       |            |
|                   | Partido Encuentro Social                 | Antonio de Jesús Vargas Terrones          |       |            |
|                   | Partido Peninsular de las Californias    | Margarita Hernández                       |       |            |
|                   | Partido Municipalista de Baja California | Miguel Ángel Ávalos Maciel                |       |            |
|                   | Partido Humanista                        | Trinidad Carreón Torres                   |       |            |

#### Distrito XIV (Ensenada)
|  | 22.31 % |

|  | 22.71 % |

|  | 13.15 % |

|  | 2.32 % |

|  | 1.95 % |

|  | 10.24 % |

|  | 5.63 % |

|  | 1.73 % |

|  | 1.68 % |

|  | 10.37 % |

|  | 3 % |

#### Distrito XV (Ensenada)
| Partido/Coalición | Partido/Coalición                        | Candidato                    | Votos | Porcentaje |
| ----------------- | ---------------------------------------- | ---------------------------- | ----- | ---------- |
|                   | Partido Acción Nacional                  | Ita Hernández Loza           |       |            |
|                   | Coalición PRI, PVEM, PT y PANAL          | Alejandro Arregui Ibarra     |       |            |
|                   | Movimiento de Regeneración Nacional      | Miriam Elizabeth Cano Núñez  |       |            |
|                   | Movimiento Ciudadano                     | Salomón Luis Alvarado Juárez |       |            |
|                   | Partido de Baja California               | Silvia Yoana Rivera Rangel   |       |            |
|                   | Partido de la Revolución Democrática     | Abraham Correa Acevedo       |       |            |
|                   | Partido Encuentro Social                 | Jorge Alberto López Peralta  |       |            |
|                   | Partido Peninsular de las Californias    | Germán Gómez Pimentel        |       |            |
|                   | Partido Municipalista de Baja California | Roberto Castro González      |       |            |
|                   | Partido Humanista                        | Ingrid Alexis Silvia García  |       |            |

#### Distrito XVI (Tijuana)
| Partido/Coalición | Partido/Coalición                        | Candidato                              | Votos | Porcentaje |
| ----------------- | ---------------------------------------- | -------------------------------------- | ----- | ---------- |
|                   | Partido Acción Nacional                  | Salvador Lujano Reyes "El Chon"        |       |            |
|                   | Coalición PRI, PVEM, PT y PANAL          | Bernardo Padilla Muñoz "Berni Padilla" |       |            |
|                   | Movimiento de Regeneración Nacional      | Catalino Zavala Márquez                |       |            |
|                   | Movimiento Ciudadano                     | Joselyne Paola Mejía Alcázar           |       |            |
|                   | Partido de Baja California               | Perla Ana Nevarez Cerón                |       |            |
|                   | Partido de la Revolución Democrática     | Venus Valeria Flores Salas             |       |            |
|                   | Partido Encuentro Social                 | José Fernando Peña Ruiz                |       |            |
|                   | Partido Peninsular de las Californias    | Sara Fernández Villareal               |       |            |
|                   | Partido Municipalista de Baja California | Francisco Zamudio Jiménez              |       |            |
|                   | Partido Humanista                        | Marisela Amaya Rodriguera              |       |            |

#### Distrito XVII (Playas de Rosarito)

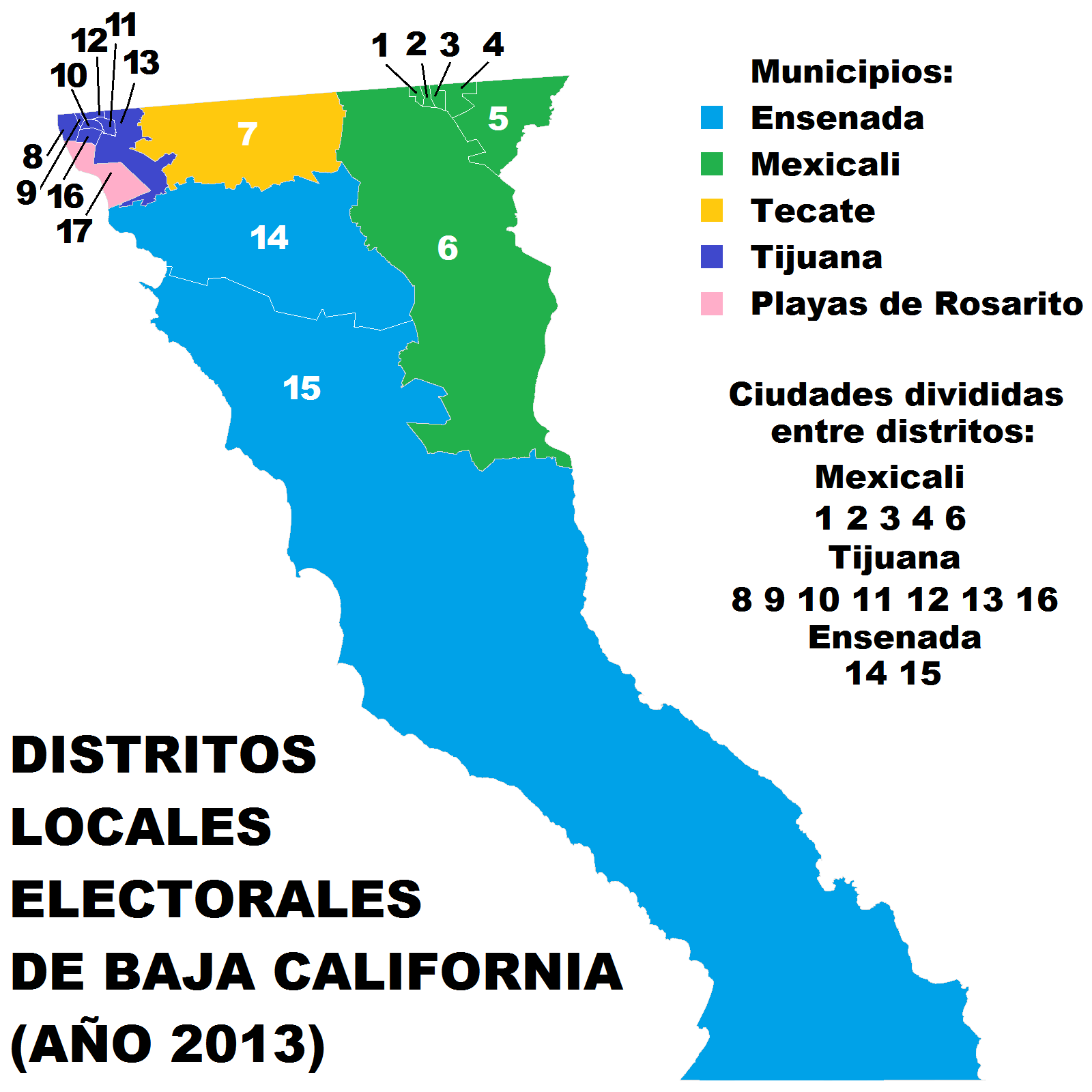

| Partido/Coalición | Partido/Coalición                        | Candidato                                      | Votos | Porcentaje |
| ----------------- | ---------------------------------------- | ---------------------------------------------- | ----- | ---------- |
|                   | Partido Acción Nacional                  | Ignacio García Dworak                          |       |            |
|                   | Coalición PRI, PVEM, PT y PANAL          | Mayra Karina Robles Aguirre                    |       |            |
|                   | Movimiento de Regeneración Nacional      | Jesús de Galilea Peña García                   |       |            |
|                   | Movimiento Ciudadano                     | Francisco Bautista Sánchez                     |       |            |
|                   | Partido de Baja California               | Blanca NIeves Alvárez Dorado "El Blancanieves" |       |            |
|                   | Partido de la Revolución Democrática     | Maximiliano García Gaxiola                     |       |            |
|                   | Partido Encuentro Social                 | Jesús Ernesto Beltrán Meda                     |       |            |
|                   | Partido Peninsular de las Californias    | Gabriel Chávez Castillo                        |       |            |
|                   | Partido Municipalista de Baja California | Engracia Colin Reyes                           |       |            |
|                   | Partido Humanista                        | Francisca Patricia Rosales Parra               |       |            |

## Antecedentes

### Tijuana
Desde principios de 2015, diversas figuras políticas han manifestado su interés en contender por algún puesto público en las elecciones estatales de 2016, especialmente para la alcaldías de los municipios de Baja California. En Tijuana, el exdiputado federal Chris López sonó como aspirante a la alcaldía de la ciudad por el PRI, posteriormente René Mendivil, Carlos Barboza y el empresario David Guakil, han sido rumoreados como posibles aspirantes a la precandidatura de dicho partido. Por parte del PAN, Juan Manuel Gastélum Buenrostro ha mencionado en múltiples ocasiones que le gustaría llegar a la presidencia municipal de la ciudad. Ricardo Magaña, quien actualmente es Secretario de Desarrollo Social ha manifestado su aspiración a la alcaldía. El licenciado José Ángel Peñaflor Barron Morena también rumbo a la alcaldía de Tijuana.
Como candidatos independientes han sonado los nombres de exmilitantes de algún partido o empresarios como: Contador Juan Manuel Hernández Niebla, Héctor Osuna Jaime y Gastón Luken Garza.
Sobre coaliciones, el Partido Encuentro Social, anunció que no hará alianza con el PRI, PAN o PRD en 2016, y que solo harían una coalición con partidos políticos Juliá

### Ensenada
Una columna del diario El Vigía, anunció que Gilberto Covelli Gómez, Alejandro Arregui Ibarra, Julio Felipe García Muñoz, Jesús Jaime González Agúndez y Marco Antonio Novelo Osuna aspiraban a la presidencia municipal de Ensenada por parte del PRI. Francisco Vera González, Francisco Tarín Perisky y César Mancillas Amador del PAN y Jesús Alberto Ayala Urías de MORENA, han manifetado también su deseo por ser candidatos a la alcaldía de la ciudad.

## Reparto de candidaturas en coaliciones[40]
La única coalición que fue registrada para este proceso electoral es la conformada por el PRI, PVEM, PANAL y PT. Dicha alianza competirá por las cinco presidencias municipales, y por 16 de los 17 distritos electorales para la conformación del Congreso del Estado.

### CoaliciónPRI,PVEM,PTyPANAL
| Partido Político                     | Candidaturas que son de ese partido |
| ------------------------------------ | --- |
| Partido Revolucionario Institucional | - Las alcaldías de los municipios de Ensenada, Playas de Rosarito, Tecate y Tijuana. - Diputados de los Distritos I, III, IV, VII, IX, X, XV y XVII                                        |
| Partido Verde Ecologista de México   | - Diputados de los Distritos VI y VIII |
| Partido del Trabajo                  | - Diputados de los Distritos XI y XIV |
| Partido Nueva Alianza                | - Diputados de los Distritos II, V y XII |
| Candidatos externos                  | Para competir por la presidencia municipal de Mexicali, la coalición postuló como candidato al periodista y abogado Antonio Magaña González, quien no pertenece a ningún partido político. |

Además, el PRI le entregó al PANAL la Sindicatura del Municipio de Mexicali y al PT cinco regidurías (una en cada municipio) y la Sindicatura del Municipio de Ensenada.
Cabe destacar que, en el caso de la Diputación correspondiente al Distrito XIII esta coalición no existe, por lo que cada uno de estos partidos tiene su propio candidato para competir por dicha curul del Congreso del Estado.

## Encuestas

### Tijuana

#### Primeras Encuestas
Los precandidatos fueron confirmándose en Tijuana, con los respectivos partidos políticos.
|                      | Encuestadora      |                      |                 |                 |       |                 |                    |               |              |                  |                |      | Indecisos/Ninguno |
| Juan Manuel Gastelum | Encuestadora      | René Mendivil Acosta | Roberto Dávalos | Julián Leyzaola |       | Ismael Burgueño | Héctor Osuna Jaime | Ignacio Anaya | Gastón Luken | Carolina Aubanel | Carlos Atilano |      |                   |
| -------------------- | ----------------- | -------------------- | --------------- | --------------- | ----- | --------------- | ------------------ | ------------- | ------------ | ---------------- | -------------- | ---- | ----------------- |
| febrero/2016         | El Tijuanense.com | 15%                  | 14%             | 0.5%            | 19%   | 4%              | 7%                 | 2%            | 0.5%         | 19%              | 4%             | -    | 15%               |
| marzo/2016           | Pulsómetro        | 11.1%                | 8.3%            | 4.6%            | 19.3% | -               | 12.3%              | 7.1%          | 8.7%         | 10.3%            | 5.3%           | 6.2% | 6.8%              |
| marzo/2016           | InfoBaja ***      | 28.6%                | 26.5%**         | 4.9%            | -     | 2.7%            | 9%                 | -             | -            | 6%*              | 6%*            | 6%*  | 16%               |

*: El 6% corresponde a un candidato independiente sin especificar a quien.
**: Sumando los porcentajes del PRI, PT y Partido Verde. Nueva Alianza no aparece en la encuesta.
***: La encuesta es realizada sin preguntar por candidatos, solamente por partidos políticos.

#### Encuestas Candidatos
|                  | Elaborada por     |               |              |                 |              |                    |                |                 |               |                  |                  |                 | Roberto Mendoza | Indecisos/Ninguno |
| Juan M. Gastelum | Elaborada por     | René Mendívil | Vicente Vega | Julián Leyzaola | Gastón Luken | Héctor Osuna Jaime | Catalina Salas | Ismael Burgueño | Ignacio Anaya | Octavio González | Carolina Aubanel | Roberto Mendoza |                 |                   |
| ---------------- | ----------------- | ------------- | ------------ | --------------- | ------------ | ------------------ | -------------- | --------------- | ------------- | ---------------- | ---------------- | --------------- | --------------- | ----------------- |
| marzo/2016       | El Tijuanense.com | 15%           | 17%          | 0.5%            | 23%          | 22%                | 2.5%           | 2%              | 7%            | 1%               | -                | -               | -               | 10%               |
| abril/2016       | Pulsómetro        | 11.2%         | 19.7%        | 1.2%            | 20.7%        | 10.6%              | 4.8%           | 1.2%            | 19.2%         | 4%               | 2.4%             | -               | -               | 5%                |
| abril/2016       | El Tijuanense     | 17%           | 21%          | 1%              | 19%          | 25%                | 7%             | 1%              | 7%            | 2%               | 0%               | -               | -               | -                 |
| abril/2016       | Pulsómetro        | 11.4%         | 17.5%        | 0.4%            | 20.0%        | 18%                | 2.2%           | 1.4%            | 17%           | 2.2%             | 5.2%             | -               | 0.4%            | 4.3%              |
| abril/2016       | Pulsómetro        | 10.9%         | 16.6%        | 0.4%            | 18.8%        | 19.2%              | 3.4%           | 1.2%            | 17.9%         | 1.9%             | 1.8%             | 4.2%            | 0.4%            | 3.3%              |
| mayo/2016        | Plural.mx         | 17.9%         | 2.5%         | -               | 7.6%         | 2.9%               | 2.5%           | 2.7%            | 4.4%          | -                | 0.7%             | 0.5%            | -               | 38.3%             |
| abril/2016       | El Tijuanense     | 17%           | 2%           | 0.5%            | 23%          | 27%                | 4%             | 0.5%            | 5%            | -                | 1%               | 2%              | -               | -                 |
| mayo/2016        | Pulsómetro        | 17%           | 25.2%        | 0.5%            | 1.7%         | 1.6%               | 4%             | 0.5%            | 25.1%         | 1.7%             | 1%               | 2%              | -               | -                 |

### Ensenada

#### Encuestas Candidatos
|            | Elaborada por: | Carlos Loyola | Marco Novelo | Fernando Rivera | César Mancillas | Armando Ayala | Rafael García | Silvia Gómez | Liliana Lucero | Edda Espinoza | Gabriela Torres | Omar García | Jesús Rosales | Indecisos/Ninguno |
| abril/2016 | Pulsómetro     | 7%            | 16.5%        | 3%              | 14%             | 14%           | 1.1%          | 1.1%         | 14.5%          | 7%            | 0.3%            | -           | 7%            | 14.5%             |
| abril/2016 | Pulsómetro     | 10%           | 21.7%        | 1.1%            | 5.6%            | 21%           | 0.6%          | 1.1%         | 5.3%           | 1.3%          | 0.6%            | 23.0%       | 5.6%          | 3.2%              |
| abril/2016 | Pulsómetro     | 22%           | 17%          | 1.5%            | 3.8%            | 20.6%         | 0.8%          | 0.8%         | 4.3%           | 1.2%          | 0.2%            | 22%         | 2%            | 3.6%              |
| mayo/2016  | El Ensenadense | 23%           | 23%          | 1%              | 12%             | 5%            | 2%            | 2%           | 1%             | 1%            | -               | 23%         | 5%            | -                 |
| mayo/2016  | Pulsómetro     | 7.6%          | 16.5%        | 4.6%            | 7.9%            | 23.6%         | 1.3%          | 0.9%         | 4.0%           | 0.5%          | 0.2%            | 24.8%       | 5.3%          | 2.7%              |
| mayo/2016  | Pulsómetro     | 23.2%         | 24.6%        | 1.1%            | 4.9%            | 26.8%         | 0.4%          | 0.6%         | 2.8%           | 0.4%          | 0.2%            | 10.8%       | 1.7%          | 2.5%              |
| mayo/2016  | Plex           | 10%           | 9%           | 11%             | 8%              | 4%            | 0%            | 2%           | 5%             | -             | -               | 45%         | 5%            | 2%                |
| mayo/2016  | Ensenada.net   | 12.5%         | 5.65%        | 1.49%           | 5.06%           | 4.17%         | 0.6%          | 3.3%         | 3%             | 1.79%         | -               | 31.6%       | 2.08%         | 28.9%             |
| mayo/2016  | Electoral      | 34.1%         | 32.3%        | 8.2%            | 1.1%            | 9.1%          | 1.3%          | 0.8%         | 0.3%           | -             | -               | 3.9%        | 2.9%          | 6%                |

### Playas de Rosarito

#### Encuestas Candidatos
|            | Elaborada por: | Mirna Rincón | Laura Torres | Marisol Mora | Blanca Madrigal | Roberto Esquivel | Raúl Paredes | Francisco Tovalín | Ricardo Peñaloza | Alejandro Moreno | Gabriela Baeza | Juan Molina | Javier Del Castillo | José Mar | Indecisos/Ninguno |
| abril/2016 | Pulsómetro     | 23.5%        | 28%          | 0.8%         | 0.8%            | 12.1%            | 4.1%         | 7.2%              | 5%               | 1.1%             | 0.6%           | -           | -                   | 4.5%     | 12.3%             |
| abril/2016 | Pulsómetro     | 16.5%        | 16.2%        | 0.3%         | 2.8%            | 12.2%            | 4.5%         | 13.3%             | 6.1%             | 1.7%             | 0.6%           | 12.5%       | 2.5%                | -        | 11%               |
| abril/2016 | Pulsómetro     | 21.7%        | 20.4%        | 2%           | 2.6%            | 17%              | 3.6%         | 7.1%              | 3%               | 2%               | 0.2%           | 10.7%       | 2.8%                | 3.1%     | 3.8%              |
| mayo/2016  | Pulsómetro     | 26.5%        | 23.4%        | 0.8%         | 1.2%            | 22.4%            | 4.4%         | 6.1%              | 4.2%             | 0.7%             | 0.1%           | 6.4%        | 0.8%                | 0.9%     | 2%                |
| mayo/2016  | Pulsómetro     | 25.4%        | 23.3%        | 0.4%         | 1.3%            | 22.1%            | 4.9%         | 8.6%              | 1.9%             | 0.9%             | 0.3%           | 6.4%        | 1%                  | 0.5%     | 3%                |

### Tecate

#### Encuestas Candidatos
|            | Elaborada por: | Lucina Rodríguez | Nereida Fuentes | Bertha Sánchez | Lorena Ontiveros | Maythe Méndez | César Sánchez | José Zepeda | Patricia Castillo | Sandra Figueroa | Norma Meza | Fernando Rosales | Indecisos/Ninguno |
| abril/2016 | Pulsómetro     | 28%              | 25%             | 10.4%          | 3.8%             | 5.4%          | 7.5%          | 7.4%        | 4.4%              | 1%              | 1.8%       | 2.8%             | 5.5%              |
| abril/2016 | Pulsómetro     | 0.9%             | 21.3%           | 4.8%           | 4.8%             | 2.3%          | 1.7%          | 0.9%        | 0.2%              | 0.9%            | 3.3%       | 3.9%             | 9%                |
| abril/2016 | Pulsómetro     | 11.2%            | 16.2%           | 6.5%           | 4.1%             | 22.7%         | 18.2%         | 1.6%        | 1.2%              | 2.2%            | 5.7%       | 4.1%             | 6.3%              |
| mayo/2016  | Pulsómetro     | 13.7%            | 17.9%           | 4.2%           | 4%               | 21.9%         | 20.6%         | 0.7%        | 1.1%              | 4%              | 2.9%       | 6.9%             | 2.2%              |
| mayo/2016  | Pulsómetro     | 11.6%            | 27.1%           | 2.5%           | 2.7%             | 29.3%         | 11.6%         | 0.6%        | 0.6%              | 4.3%            | 1.3%       | 5.6%             | 2.7%              |

### Mexicali

#### Encuestas Candidatos
|            | Elaborada por: | Gustavo Sánchez | Antonio Magaña | Ana B. Russel | José Contreras | Beatriz Ávalos | Imelda Arellano | Graciela Ramos | Elvira Luna | Francisco Alcibiades | Joaquín Cervando | Indecisos/Ninguno |
| ---------- | -------------- | --------------- | -------------- | ------------- | -------------- | -------------- | --------------- | -------------- | ----------- | -------------------- | ---------------- | ----------------- |
| abril/2016 | Pulsómetro     | 29.8%           | 13.2%          | 2.1%          | 6.3%           | 9.6%           | 4%              | 3.5%           | 11.3%       | 10.6%                | -                | 12.3%             |
| abril/2016 | Pulsómetro     | 24.4%           | 16.3%          | 3.4%          | 12.5%          | 10.5%          | 0.8%            | 1.2%           | 16.4%       | 4.3%                 | 0.5%             | 9.7%              |
| abril/2016 | Pulsómetro     | 26.3%           | 27.4%          | 2.1%          | 8.2%           | 15.1%          | 0.9%            | 2%             | 5.5%        | 4.3%                 | 0.4%             | 7.8%              |
| mayo/2016  | Pulsómetro     | 23.7%           | 24.1%          | 1.8%          | 7.4%           | 21.1%          | 0.4%            | 1.5%           | 8.4%        | 5.5%                 | 0.2%             | 6%                |
| mayo/2016  | Pulsómetro     | 22.8%           | 28.4%          | 1.8%          | 21.8%          | 9.2%           | 0.5%            | 1.4%           | 6%          | 4.6%                 | 0.2%             | 3.2%              |